# Leewelle

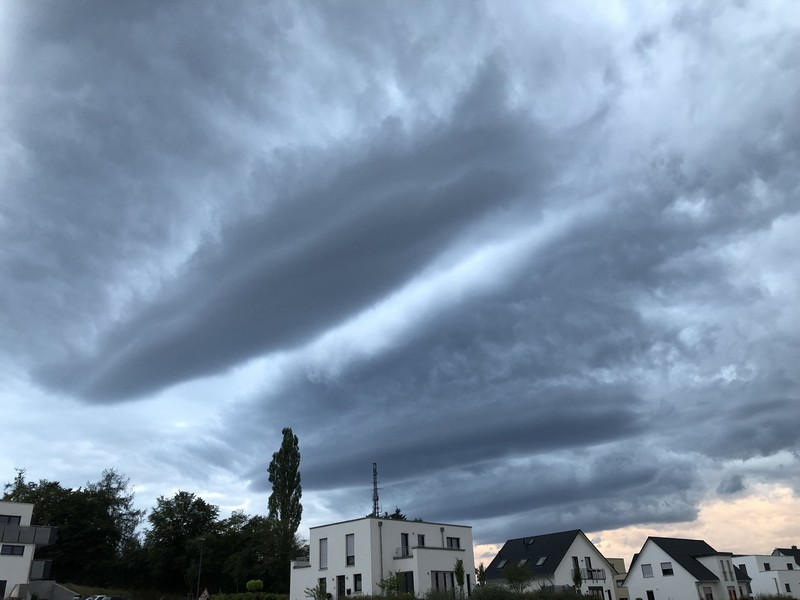
Leewellen: 4 langgestreckte Wolken quer zur Windrichtung hinter einem Bergrücken, Fulda 2019

Die stets in Gruppen auftretenden Leewellen [ˈleːˌvɛlən] sind Schwerewellen in der Luftströmung auf der dem Wind abgewandten Seite (Lee) von Bergen.  Sie treten oft zusammen mit einem Luftwirbel auf, der als Leewalze, Rotor oder Wirbelwalze bezeichnet wird. Diese Winde werden auch Gebirgswellen genannt.

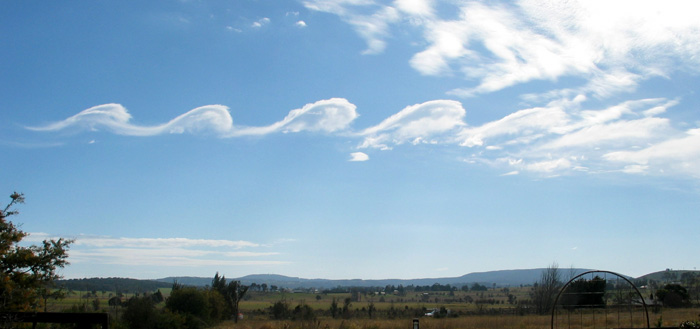
Leewellen hinter dem Mount Duval, Australien

## Erkennungsmerkmale

Lenticulariswolke „Moazagotl“

Sowohl die Leewellen als auch der Rotor, dessen Wirbelachse horizontal liegt, werden oft von charakteristischen ortsfesten Wolkenbildungen begleitet:
- linsenförmige lenticularis (auch „Föhnfisch“ oder „Moazagotl“ genannt) im Scheitelpunkt der Welle
- cumulus im aufsteigenden Teil des Rotors (seltener)

Staubewölkung an der Luvseite des Berges ist zwar häufig zu beobachten, im Gegensatz zu den beiden vorgenannten Wolkenformen aber kein zuverlässiger Hinweis auf Leewellen.

## Bedeutung für die Luftfahrt

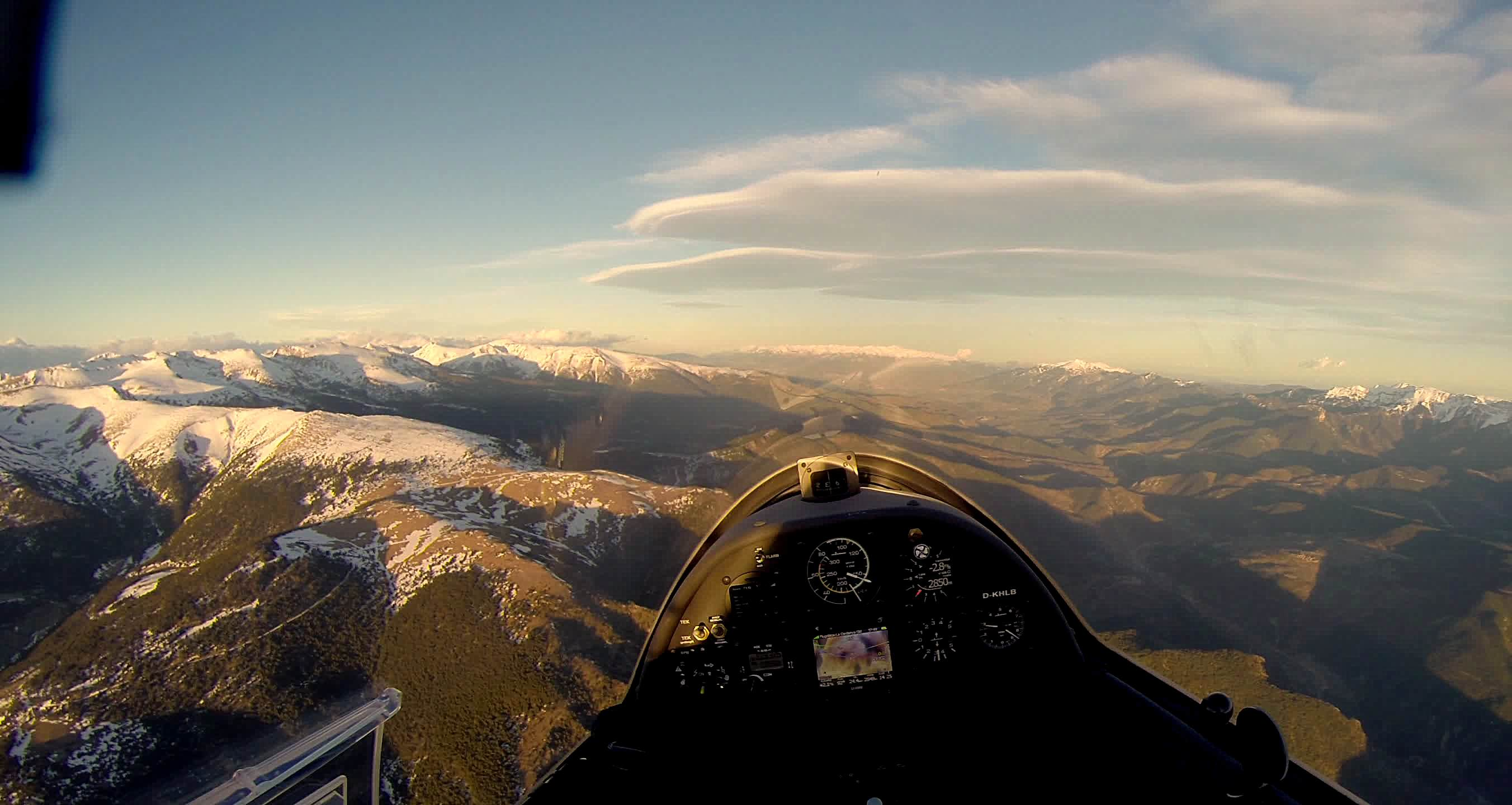
Lenticulariswolken als visueller Indikator für Wellenlage (hier aus dem Segelflugzeug in den Pyrenäen)

Die Teile der Welle, die Aufwinde darstellen, sind eine Möglichkeit für Segelflugzeuge, an Höhe zu gewinnen. Für andere Luftfahrzeuge wie Ballone, Hängegleiter und Gleitschirme bedeuten Leewellen eher eine Gefahr. Insbesondere die Rotoren der Leewellen stellen schwere Turbulenzen dar und sind somit auch für Verkehrsflugzeuge gefährlich, siehe BOAC-Flug 911.
Beim Durchfliegen von Leewellen (insbesondere im Bereich der Leewalze) mit einem Luftfahrzeug können die Insassen Leewellen als Luftloch wahrnehmen.

## Entstehungsgebiete
Leewellen entstehen typischerweise in Gebieten, in denen häufig kräftige Winde quer zu Gebirgsketten auftreten, wie z. B. in Nord- und vor allem Südamerika (Anden). Deshalb wurden bereits auch in Argentinien dazu spezielle Test- und Messflüge erfolgreich durchgeführt.